# Иеле
Ие́ле (рум. Iele) — в румынской мифологии злая фея, принимающая облик прекрасной девушки. Они во многом похожи на дриад и русалок. Иеле живут в воздухе, в лесах и озёрах. Согласно верованиям они появляются в полночь и танцуют хору, оставляя за собой выжженую землю. Иногда описываются, как девушки, одетые в белое, которые по ночам с помощью песен и танцев колдуют и причиняют зло, в особенности мужчинам.
В разных регионах Румынии их называют по-разному. Часто каждой отдельной Иеле есть своё собственное имя (Ана, Буджиана, Думерника, Фойофия, Лакарджия, Магдалина, Руксанда, Тиранда, Трандафира). Иногда имена Иеле используются в ведьминских заклинаниях.
В некоторых отдалённых уголках Румынии вера в Иеле сохранилась и по сей день, даже можно услышать рассказы о «встречах» с ними.
Считается, что от иеле можно защититься с помощью чеснока и полыни в цвету, если носить их на талии или подвесить на шляпу. Для защиты жилища нужно установить лошадиный череп на столб перед домом. Также против иеле помогают различные заклинательные обряды, самым действенным из которых является танец кэлушар. Этот обычай лёг в основу сюжета одной из серий второго сезона сериала «Секретные материалы».